# Jüdischer Friedhof (Obrigheim)
Der Jüdische Friedhof Obrigheim liegt in der Gemeinde Obrigheim im rheinland-pfälzischen Landkreis Bad Dürkheim. Er wurde um 1871 angelegt. Bei den Novemberpogromen 1938 wurde der Friedhof verwüstet.

## Beschreibung
Der Friedhof liegt etwas außerhalb von Obrigheim an der Bockenheimer Straße. Das umfriedete, denkmalgeschützte Areal ist 3 Ar groß. Heute sind noch drei Grabsteine erhalten. Der jüngste noch erhaltene Grabstein datiert auf 1921.

## Geschichte
Der jüdische Friedhof wurde um 1870 angelegt. Er diente den Mitgliedern der jüdischen Gemeinde Obrigheim als Begräbnisstätte. Bei den Novemberpogromen 1938 wurde der Friedhof verwüstet.